# 德克斯特 (新墨西哥州)
德克斯特（英語：Dexter）是一個位於美國新墨西哥州查維斯縣的城鎮。

## 人口
根據2020年美國人口普查的數據，德克斯特的面積為2.05平方千米，當中陸地面積為1.89平方千米，而水域面積為0.16平方千米。當地共有人口1074人，而人口密度為每平方千米524人。